# 科威特LGBT权益
科威特的女同性恋、男同性恋、双性恋和跨性别群體（LGBT）面临着法律和社会的諸多挑战。該國对同性恋没有特别的禁令，但其可能因触犯《放荡法》而被起诉。LGBT群體面临着政府的定期起诉、被其他人视为耻辱等。

## 法律
科威特《刑法》包含一些禁止放荡和不道德行为的一般规定，可用来惩罚LGBT人群。
- 《刑法》第193条惩罚“成年男子（21岁以上）之间的自愿性交”，最高可判处7年监禁。[1]
- 第198条禁止公众不道德行为。2008年，该法律得到了扩展，还宣布禁止“模仿异性成员的外貌”，并处以罚款和/或监禁。[2]

2013年9月，有消息称所有海湾合作国家都同意讨论一项提议，即建立某种形式但未知的测试，以禁止外国同性恋者进入任何国家。然而，有人认为，对在卡塔尔举办2022年國際足協世界盃的担忧，以及对足球迷可能会被审查的争议的担心，使得官员们收回了计划，并坚称这只是一个提议。
2017年，波兰Instagram紅人King Luxy因涉嫌过于女性化而在科威特被捕，隨後被关押了两个星期。

## HIV/AIDS议题
1988年，科威特公共卫生部发表了一份关于科威特艾滋病毒感染的报告，特别是感染人群的国籍，婚姻状况和性取向。2004年，联合国在科威特的一份关于艾滋病毒的报告发现，已知传播病例中约有6％是男性之间无保护的性接触的结果。
1992年，科威特国民议会宣布有意将傳染艾滋病毒给他人視為非法。

## LGBT权利运动
科威特没有已知的协会或慈善机构为LGBT权利开展运动或组织LGBT社区的教育和社交活动。
2007年，阿拉伯卫星电视台报道说，一群科威特人已申请许可，成立了一个新协会，以捍卫LGBT科威特人的权利。所有这些利益集团或俱乐部都必须得到劳工和社会事务部的批准，该部从未正式答复过。
该组织于2019年7月宣布，他们将再次向商务部申请许可证，以应对商务部对代表同性恋的符号（如商店中的彩虹）进行镇压的行为。

## 概况
| 同性性行为合法                                       | 否 |
| 同意年龄平等                                         | 否 |
| 反就业歧视法律                                       | 否 |
| 提供商品和服务的反歧视法律                           | 否 |
| 在所有其他领域的反歧视法律（包括间接歧视，仇恨言论） | 否 |
| 同性婚姻                                             | 否 |
| 同性伴侣关系                                         | 否 |
| 同性伴侣收养继子女                                   | 否 |
| 同性伴侣联合收养                                     | 否 |
| 同性恋军人允许公开服役                               | 否 |
| 有权改变法律性别                                     | 否 |
| 女同性恋试管婴儿                                     | 否 |
| 男同性恋情侣商业代孕                                 | 否 |
| 男男性接触人群（MSM）允许献血                        | 否 |